# De aanklacht (televisieserie)
De aanklacht is een Nederlandse dramaserie over conflicten tussen burgers en overheidsinstanties. De serie werd in 2000 uitgezonden door de AVRO op Nederland 1.

## Verhaal
In de serie zijn alle verhalen gebaseerd op dossiers van de Nationale ombudsman. Ze hebben betrekking op justitie, vreemdelingendienst, defensie, sociale dienst, gevangeniswezen, belastingdienst of de inspectie van de volksgezondheid. Hoewel deze instanties in het leven zijn geroepen om de burger te beschermen, blijkt dat mensen soms zeer onzorgvuldig behandeld worden.

## Rolverdeling
| Acteur                  | Personage                         |
| Aflevering 1            | Aflevering 1                      |
| ----------------------- | --------------------------------- |
| Stijn Westenend         | Jeroen Beekwilder                 |
| Rob van de Meeberg      | Vader van Jeroen                  |
| Rick Nicolet            | Moeder van Jeroen                 |
| Aflevering 2            |                                   |
| Adriënne Kleiweg        | Sietske van der Klok              |
| Frederik de Groot       | Bernard van Nietveld              |
| Marie-Christine de Both | Evelien van Schie                 |
| Aflevering 3            |                                   |
| Victor Löw              | Huib de Duveroy                   |
| Peggy de Landsheer      | Elvire                            |
| Saskia Temmink          | Emily                             |
| Huub van der Lubbe      | Oswald                            |
| Aflevering 4            |                                   |
| Nelly Frijda            | Mevrouw Dekkers                   |
| Rosanne Berrevoets      | Sherryl                           |
| Sarah Collins           | Sherryl                           |
| Walter Muller           | Leo                               |
| Rifka Lodeizen          | Sandy                             |
| Aflevering 5            |                                   |
| Tygo Gernandt           | Thijs                             |
| Olga Zuiderhoek         | Moeder van Thijs                  |
| Aflevering 6            |                                   |
| Thomas de Bres          | Rik                               |
| Aflevering 7            |                                   |
| Hafidi Mohamed Salah    | Omar Bayik                        |
| Stefan de Walle         | Ambtenaar                         |
| Victor Reinier          | Advocaat                          |
| Bram van der Vlugt      | Directeur van chemieconcern       |
| Aflevering 8            |                                   |
| Alice Reijs             | Laura van Dam                     |
| Jaap Spijkers           | Maarten Bannink                   |
| Theo Pont               | Stafcommandant                    |
| Rik Van Uffelen         | Korpschef Zuidwijk                |
| Jules Hamel             | Burgemeester Van Zutphen          |
| Aus Greidanus           | Hoofdofficier van justitie Verwey |
| Marnie Blok             | Infiltrante                       |

## Afleveringen
| Afl. | Titel                         | Regie           | Scenario                   | Eerst uitzending |
| ---- | ----------------------------- | --------------- | -------------------------- | ---------------- |
| 1    | "De zaak: Icarus"             | Ger Poppelaars  | Maria Goos                 | 20 april 2000    |
| 2    | "De zaak: Smalhoekziekenhuis" |                 | Els Launspach              | 27 april 2000    |
| 3    | "De zaak: Emily de Duveroy"   | Roel Reiné      |                            | 4 mei 2000       |
| 4    | "De zaak: Sherryl Dekkers"    | Ben Sombogaart  |                            | 11 mei 2000      |
| 5    | "De zaak: Thijs"              | Ben Sombogaart  | Nikol Poppe & Hans de Wolf | 18 mei 2000      |
| 6    | "De zaak: Beatrixbrug"        | Roel Reiné      | Steffan Ros                | 25 mei 2000      |
| 7    | "De zaak: Omar Bayik"         | Pieter van Rijn |                            | 1 juni 2000      |
| 8    | "De zaak: Judaskus"           |                 |                            | 8 juni 2000      |